# Pterolophia fortescapa
Pterolophia fortescapa là một loài bọ cánh cứng trong họ Cerambycidae.